# El Gato (serie de televisión)
El Gato es una próxima serie de televisión mexicano-estadounidense de superhéroes, acción, aventura y ciencia ficción, dirigida por Robert Rodríguez, creada por Eric Carrasco y producida por MGM Television. Será protagonizada por Diego Boneta como El Gato Negro, junto a Lorenza Izzo, Sarah Jones, Eric Lange, Alfonso Dosal y Adriana Barraza.
La serie está basada en el cómic homónimo creado por Richard Domínguez en 1993 a través de su empresa Azteca Productions. Está previsto su estreno en algún punto de 2025 por Amazon Prime Video.

## Trama
La historia sigue a Francisco "Frank" Guerrero (Boneta), quien regresa a su hogar en México después de la muerte de su padre y se encuentra metido hasta el cuello en un nido de víboras, su familia distanciada, que compiten por el control del imperio empresarial de su padre. Pero el dolor de Frank se ve interrumpido cuando se entera de que su única herencia, una parcela de tierra aparentemente sin valor en la frontera, se encuentra sobre la guarida de un famoso justiciero disfrazado: su padre, "El Gato". 
Ahora, Frank está en el punto de mira. Para sobrevivir, tendrá que resolver misterios que llevan décadas gestándose y desentrañar la verdad sobre las conexiones de su padre con un complot terrorista moderno.

## Reparto
- Diego Boneta como Frank Guerrero / El Gato Negro; Hijo bastardo de un ex-justiciero quién deberá tomar el manto de héroe y navegar por un mar de crimen y secretos familiares.[1]
- Sarah Jones como Ashley; Una agente de campo de la CIA que trabaja como mánager de Frank, quien busca desmantelar una red criminal encubierta.[2]
- Eric Lange como Simon Casimir / El Nazareno; Criminal reformado y monje poseedor de una fuerza sobrehumana.[3]
- Lorenza Izzo como Rosa; Una extraña al mundo de la riqueza en el que se ha casado, y la primera en reconocer a los tiburones que rodean a su familia.[1]
- Adriana Barraza como Alma; Viuda del padre de Frank y quien lo ayuda en sus misiones. En la década de 1970 descubrió que su esposo era un justiciero enmascarado conocido como "El Gato Negro".[2]
- Alfonso Dosal como Alejandro Guerrero; Un cruel ejecutivo graduado en Oxford y director de una empresa agrícola multimillonaria, es el ambicioso sobrino de Frank quien alguna vez fue como su hermano.[3]
- Angela Sarafyan como Elisa Kazanjian; Una fría exagente de la CIA con un traumático pasado. Trabaja en la Ciudad de México investigando el pasado criminal del billonario agrícola Gabriel Guerrero.[4]

Además Julio Cesar Cedillo, Alejandro Edda y Paulina Gaitán  han sido elegidos para papeles no revelados.

## Producción

### Desarrollo
En febrero de 2019, Deadline Hollywood' informó que MGM Television está desarrollando una serie de televisión de El Gato Negro, con el actor mexicano Diego Boneta como protagonista y productor ejecutivo de la serie a través de su productora Three Amigos Productions, y con Joel Novoa como co-productor ejecutivo. En septiembre de 2019, Robert Rodríguez se unió al proyecto para dirigir y producir ejecutivamente, con la serie originalmente programada para Apple TV+. El empresario británico de origen inglés Mark Burnett junto a los estadounidenses Steve Stark, Kai Dolbashian, el venezolano-estadounidense Joel Novoa-Schneider y la mexicana Marilú G. Carranza serán los productores ejecutivos de la serie. El creador del cómic original Richard Domínguez, dueño de Azteca Productions cedió los derechos y dio los permisos para el uso de sus personajes.

### Elenco
La actriz Lorenza Izzo se unió al elenco en mayo de 2024. En febrero de 2024, Amazon Prime Video (propietaria de MGM) dio luz verde a la serie, ahora titulada El Gato, para su producción en la primavera de 2024. El 11 de junio Sarah Jones y Adriana Barraza se unieron al elenco como Ashley y Alma, respectivamente. El 20 de junio Eric Lange y Alfonso Dosal se unen al proyecto, con Dosal fungiendo como villano principal. El 28 de junio Angela Sarafyan se une al elenco. El 23 de julio Julio Cesar Cedillo y Alejandro Edda se unieron al elenco. Carla Hool fue la directora de casting para la serie.

### Rodaje
Las filmaciones comenzaron el 24 de junio de 2024 en la Ciudad de México. 